# 灌口镇 (厦门市)
灌口镇是中国福建省厦门市集美区下辖的一个镇。地处厦门经济特区西北部，东临杏林，南邻东孚镇，北毗厦门集美后溪镇，距厦门岛10千米、距厦门高崎国际机场13千米、距厦门北站3千米。有山水、森林、矿产等自然资源。镇中心位于东经118°0'18"，北纬24°37'32"。地名源自於鎮內的灌口二郎廟。
2017年，灌口镇行政区域面积7020公顷，常住人口135785人。
2010年，全镇社会总产值达243.17亿元，实现工业总产值228亿元，财政总收入9.18亿元，镇级财政收入1.46亿元。
2018年10月9日，灌口镇入选2018年度全国综合实力千强镇前100名。2019年10月，被评为2019年度全国综合实力千强镇。

## 行政区划
灌口镇共辖7个社区和12个行政村，分别是：
灌口第一社区、灌口第二社区、安仁社区、上头亭社区、铁山社区、黄庄社区、双乐社区、坑内村、深青村、田头村、上塘村、双岭村、李林村、东辉村、顶许村、三社村、井城村、陈井村、浦林村。